# Psapharochrus jaspideus
Psapharochrus jaspideus là một loài bọ cánh cứng trong họ Cerambycidae.